# Antoni Goldman
Antoni Jan Goldman (ok. 1873  – zm. 14 marca 1935) – chirurg i lekarz naczelny Szpitala Starozakonnych w Warszawie.

## Życiorys
Pracował w szpitalu imienia Poznańskich w Łodzi. Był też długoletnim kierownikiem lecznicy chirurgicznej „Unitas”. 
Od stycznia 1931 do około 1934 roku pełnił stanowisko lekarza naczelnego Szpital Starozakonnych w Warszawie. Był członkiem zarządu Towarzystwa Chirurgow Polskich. 
Zmarł na serce w marcu 1935 roku w wieku lat 62.

## Odznaczenia
Odznaczony Krzyżem Niepodległości.